# Уряд Сьєрра-Леоне
Уряд Сьєрра-Леоне — вищий орган виконавчої влади Сьєрра-Леоне.

## Голова уряду
- Президент — Ернест Бай Корома (англ. Ernest Bai Koroma).
- Віце-президент — Семюель Сем-Сумана (англ. Samuel Sam-Sumana).

## Кабінет міністрів
Склад чинного уряду подано станом на 21 липня 2014 року.
| Логотип | Міністерство                                                                | Міністр                                                   | Фото | Час на посаді | Час на посаді | Партія | Партія | Вебсайт |
| ------- | --------------------------------------------------------------------------- | --------------------------------------------------------- | ---- | ------------- | ------------- | ------ | ------ | ------- |
|         | Міністерство внутрішніх справ                                               | Джозеф Бандабла Дауда (Joseph Bandabla Dauda)             |      |               |               |        |        |         |
|         | Міністерство водних ресурсів                                                | Момоду Малігі (Momodu Maligi)                             |      |               |               |        |        |         |
|         | Міністерство гірничої промисловості та мінеральних ресурсів                 | Мінкайлу Масарей (Minkailu Masaray)                       |      |               |               |        |        |         |
|         | Міністерство енергетики                                                     | Оланій Роббін-Кокер (Oluniyi Robbin-Coker)                |      |               |               |        |        |         |
|         | Міністерство земель, територіального планування та навколишнього середовища | Муса Таравеллі (Musa Tarawally)                           |      |               |               |        |        |         |
|         | Міністерство закордонних справ та міжнародного співробітництва              | Самура Метью Вілсон Камара (Samura Matthew Wilson Kamara) |      |               |               |        |        |         |
|         | Міністерство інформації та зв'язку                                          | Альфа Кану (Alpha Kanu)                                   |      |               |               |        |        |         |
|         | Міністерство комунального господарства, житла та інфраструктури             | Елімені Корома (Alimany P. Koroma)                        |      |               |               |        |        |         |
|         | Міністерство місцевого самоврядування і розвитку сільських регіонів         | Діана Кономаній (Diana Konomanyi)                         |      |               |               |        |        |         |
|         | Міністерство оборони та національної безпеки                                | Альфред Пало Контех (Alfred Palo Conteh)                  |      |               |               |        |        |         |
|         | Міністерство освіти, науки і технології                                     | Мінкайлу Бах (Minkailu Bah)                               |      |               |               |        |        |         |
|         | Міністерство охорони здоров'я та санітарії                                  | Міатта Каргбо (Miatta Kargbo)                             |      |               |               |        |        |         |
|         | Міністерство політичних і державних справ                                   | Ібрахім Кемо Сесей (Ibrahim Kemoh Sesay)                  |      |               |               |        |        |         |
|         | Міністерство праці та соціального забезпечення                              | Метью Теамбо (Matthew Teambo)                             |      |               |               |        |        |         |
|         | Міністерство риболовлі та морських ресурсів                                 | Алью Пат Со (Allieu Pat Sowe)                             |      |               |               |        |        |         |
|         | Міністерство розвитку та економічного планування                            | Мохаммед Деремі (Mohammed B. Daramy)                      |      |               |               |        |        |         |
|         | Міністерство спорту                                                         | Пол Камара (Paul Kamara)                                  |      |               |               |        |        |         |
|         | Міністерство сільського і лісового господарства та продовольчої безпеки     | Сем Сісей (Sam Sesay)                                     |      |               |               |        |        |         |
|         | Міністерство торгівлі та промисловості                                      | Усман Боє-Камара (Usman Boie-Kamara)                      |      |               |               |        |        |         |
|         | Міністерство транспорту та авіації                                          | Балогун Корома (Balogun Koroma)                           |      |               |               |        |        |         |
|         | Міністерство туризму і культури                                             | Пітер Байюку Конте (Peter Bayuku Konte)                   |      |               |               |        |        |         |
|         | Міністерство у справах дітей, соціального добробуту і гендеру               | Мойджу Кайкай (Moijue Kaikai)                             |      |               |               |        |        |         |
|         | Міністерство у справах молоді                                               | Елімені Камара (Alimamy Kamara)                           |      |               |               |        |        |         |
|         | Міністерство фінансів і економічного розвитку                               | Кайфала Мара (Kaifala Marah)                              |      |               |               |        |        |         |
|         | Міністерство юстиції                                                        | Френк Каргбо (Frank Kargbo)                               |      |               |               |        |        |         |
|         | Міністр Сходу                                                               | Вільям Джуана Сміт (William Juana Smith)                  |      |               |               |        |        |         |
|         | Міністр Півночі                                                             | Алі Камара (Ali Kamara)                                   |      |               |               |        |        |         |
|         | Міністр Півдня                                                              | Муктарр Контех (Muctarr Conteh)                           |      |               |               |        |        |         |